# Milita Schäfer
Milita Schäfer SSpS (* 1. Januar 1902 in Königsheim, Württemberg; † 6. Februar 1944 in der Bismarcksee) war eine deutsche Steyler Missionsschwester und Märtyrin.

## Leben
Emma Schäfer, zweites von 14 Kindern eines Landwirts, arbeitete nach der Schulzeit in München und Berlin sowie bei ihren Eltern. Am 3. Mai 1924 trat sie im Alter von 22 Jahren in Vallendar in das Missionshaus Marienau der Steyler Missionsschwestern ein. Sie begann am 7. Dezember 1924 das Noviziat unter dem Ordensnamen Milita (osteuropäischer Vorname). Am 8. Dezember 1926 legte sie ihre Zeitlichen Gelübde ab und wurde zur Lehrerin ausgebildet. Am 30. September 1929 reiste sie zuerst nach Techny (Vereinigte Staaten) und im Juni 1931 weiter nach Alexishafen in die Papua-Neuguinea-Mission, wo sie am 28. Juli 1931 ankam und am 22. November 1932 ihre Ewigen Gelübde ablegte. Sie wirkte von 1935 bis 1939 als Oberin in Mugil in der Madang Province. Dann wurde sie Oberin der Hauptstation St. Michael in Alexishafen und Assistentin der Regionaloberin Imelda Müller (1884–1944).
Nach der Besetzung Neuguineas durch die japanischen Invasionstruppen 1942 wurde sie zusammen mit Bischof Franziskus Wolf und zahlreichen Mitbrüdern und Missionsschwestern in einem Sammellager auf Manam interniert, wo sie an Unterernährung litten und an Malaria erkrankten. Am 5. Februar gingen sie unter Protest auf das japanische Transportschiff Yorishime Maru, das am 6. Februar nachts von der amerikanischen Luftwaffe angegriffen wurde. Es starben 46 Menschen, darunter Milita Schäfer. Eine Gedenkstätte befindet sich in Alexishafen.

## Gedenken
Die Römisch-katholische Kirche in Deutschland hat Schwester Milita Schäfer als Märtyrin in das deutsche Martyrologium des 20. Jahrhunderts aufgenommen.